# Gmina Rekovac
Gmina Rekovac (serb. Opština Rekovac / Општина Рековац) – gmina w Serbii, w okręgu pomorawskim. W 2018 roku liczyła 9270 mieszkańców.